# Лисичанська канатна дорога

## Повітряніканатні дороги(ПКД)

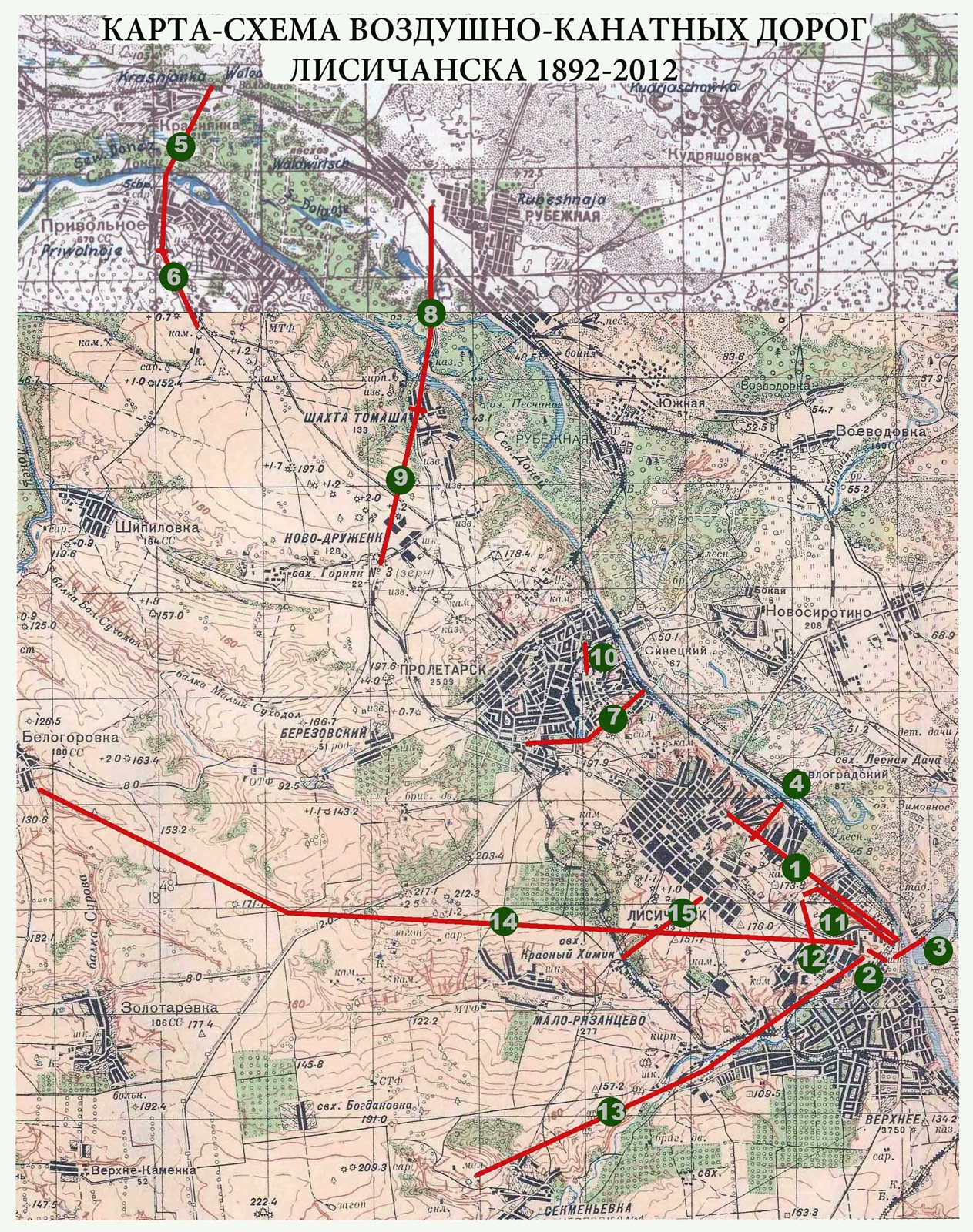
Схема ПКД Лисичанська

Надто круті схили Лисичанської гори не давали змоги підвести залізницю до шахт. Тому, зважаючи на великі обсяги вугілля, для його транспортування вниз, до залізниці, будували повітряні канатні дороги (ПКД).
Починаючи з 1892 і закінчуючи 2012 роком, на території Лисичанська діяло 16 повітряно-канатних доріг згальною довжиною близько 50 км :

### Шахта Артема (Привілля) - залізниця,пост Володине, 3.5 версти.
Дорадянська назва - Привольнянскія каменноугольныя копи Николо-Михайловскаго 0бщества стекольной и  каменноугольной  промышленности.
```
Отъ шахты № 3 до шахты № 4 уголь доставляется механической откаткой, на разстояніи 365 саж., а отъ шахты № 4 съ обѣихъ шахтъ до поста Володино доставляется по проволочной подвѣсной желѣзной дорогѣ системы Эйхнера и Блейхерта, на разстояніи 4 ½ верстъ. Въ движеніе приводится паровой машиной, въ 45 л. с., занято 120 вагонетокъ, вмѣстимостью по 16 пудовъ.
```

### Крейдяний кар'єр содового заводу - завод,1905року, ½ версти (крейда).
Ця дорога була найкоротшою, довжиною у декілька сотень метрів. А побудували її щоб подолати перешкоду у вигляді залізниці.
Але досить швидко кар'єр наблизився до житлових будинків і 1925 році будують наступну ПКД до Секменівки. А сегмент перетину залізниці та вузол розвантаження будуть завжди залишатимуться незміним.

### Секменівскій крейдяний кар'єр - Донецький содовий завод, 9 верст (крейда).
Працювала з 1925 по 1951 роки. Наступну ПКД у 1954 р. побудують до Білогорівки.

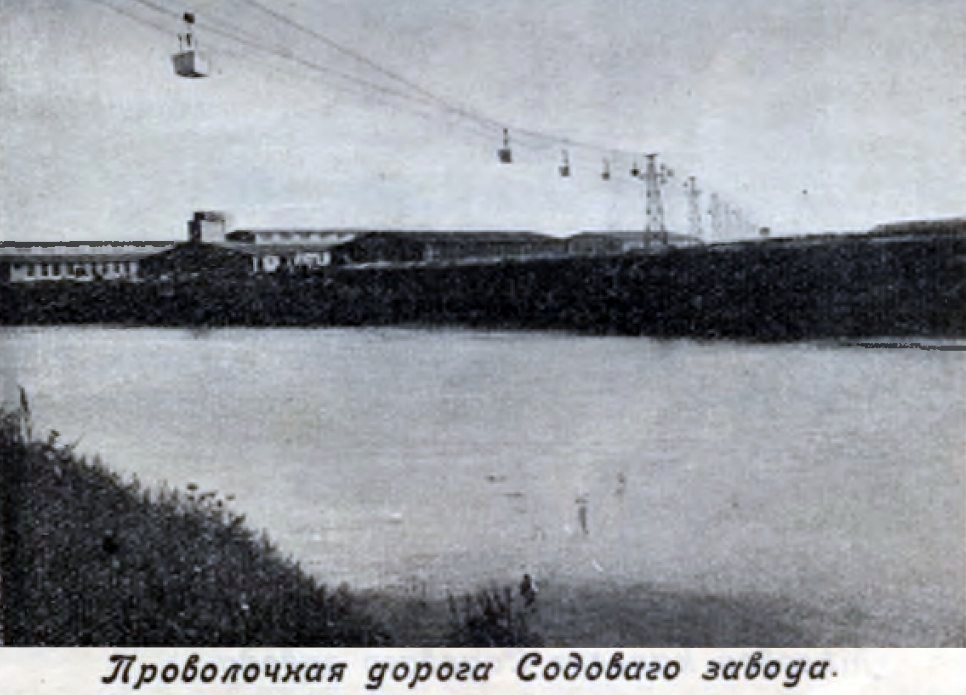
транспортування шламу через Дінець
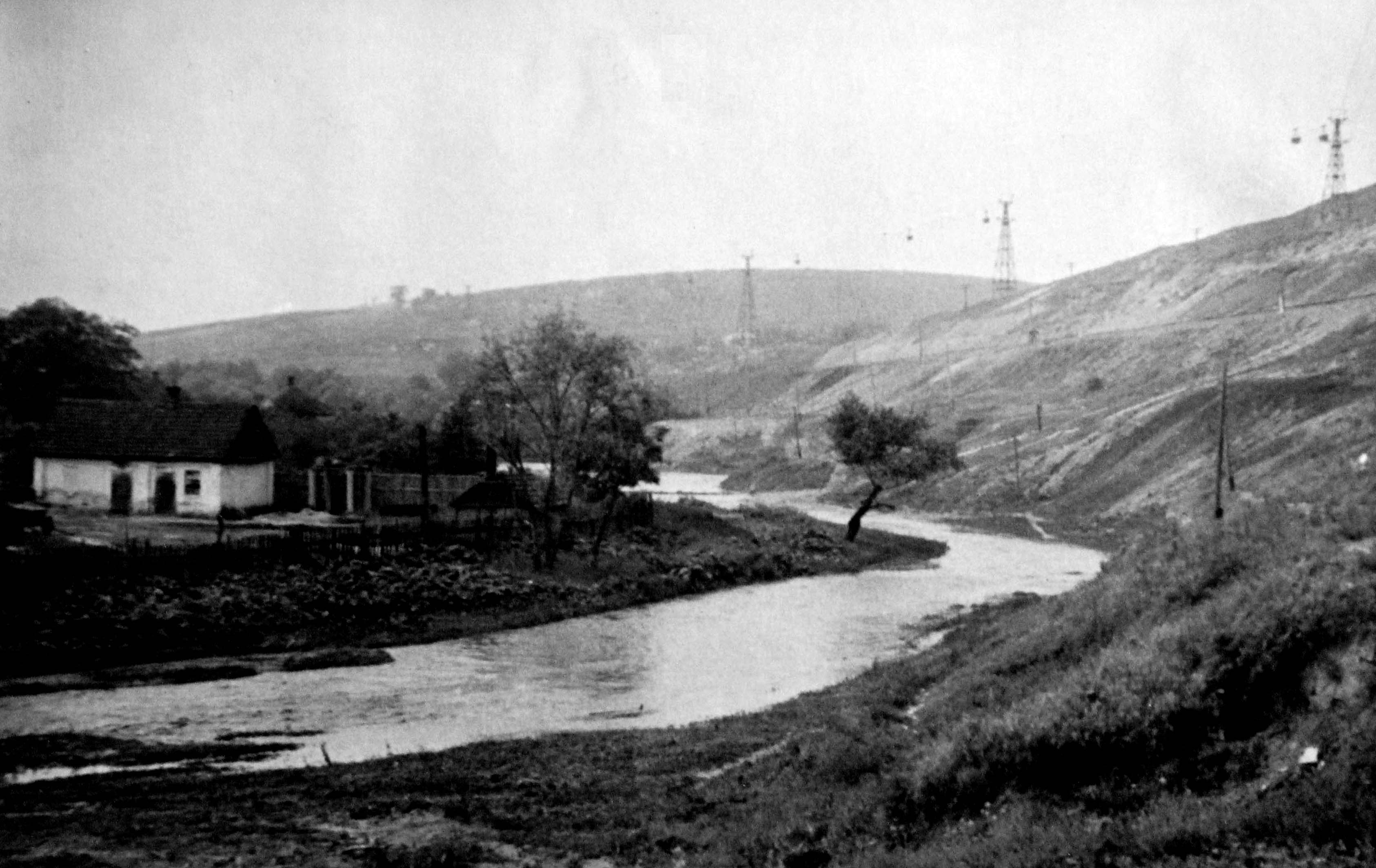
Секменівська ПКД, 1928-1951
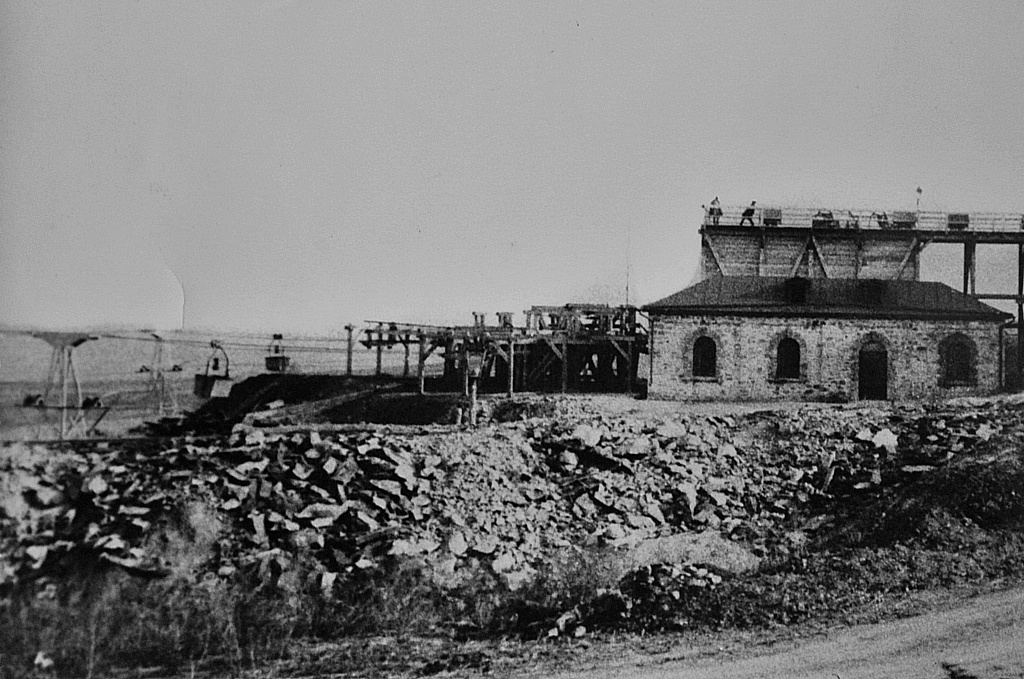
ПКД шахти «К.Скальковский»,1900р

### Белогорівскій крейдяний кар'єр - Донецький содовий завод. 16,5 км.
48°55′10″ пн. ш. 38°15′11″ сх. д. / 48.919515° пн. ш. 38.253102° сх. д.
У 2013 р. повністю демонтована остання повітряно-канатна дорога "Білогоровська", яка призначалася для доставки сировини (крейди) з Білогорівського крейдяного кар'єру до Лисичанського содового заводу. Вважається, що дорога була збудована у 1954 році, проте, за іншими джерелами, дана дорога вже була позначена на топографічних мапах 1943 року. Кар'єр відкрили після того, як закінчилась крейда у попередньому Секменівському кар'єрі. З 1951 по 1954, доки не побудували ПКД,  крейду везли залізницею. Довжина дороги складала 16 563 метра. Швидкість руху вагонеток: 9 км/год. Основу дороги складали 147 металевих опор. Сама дорога складалась з двох ділянок, що з'єднувалися на станції «Кутова» під кутом 20° одна до одної. Для обслуговування дороги був передбачений штат з більш ніж 100 людей у двох бригадах: лисичанській та білогорівській.
Варто відзначити, що декілька кілометрів канатної дороги проходило через житловий район Лисичанська. За деякими джерелами, при будівництві дороги була передбачена 35-ти метрова зона відчуження, яка в подальшому була самовільно заселена. За спогадами місцевих жителів, дорогу вели прямо через подвір'я, а їх власникам содовий завод деякий час виплачував компенсацію.
Після зупинки у 2010 році Лисичанського содового заводу, канатна дорога також припинила функціонування. Наразі, канатна дорога повністю знищена.

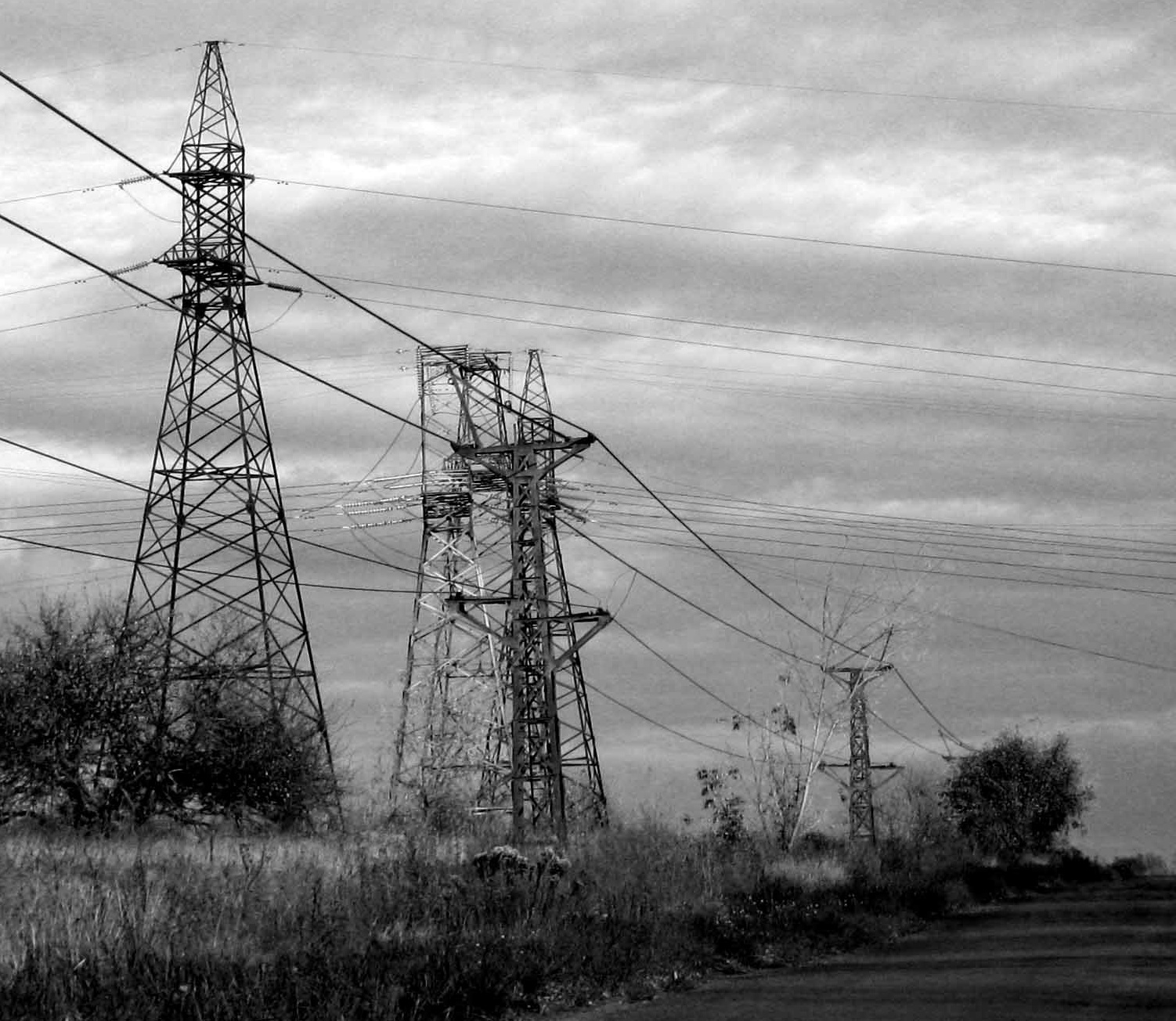
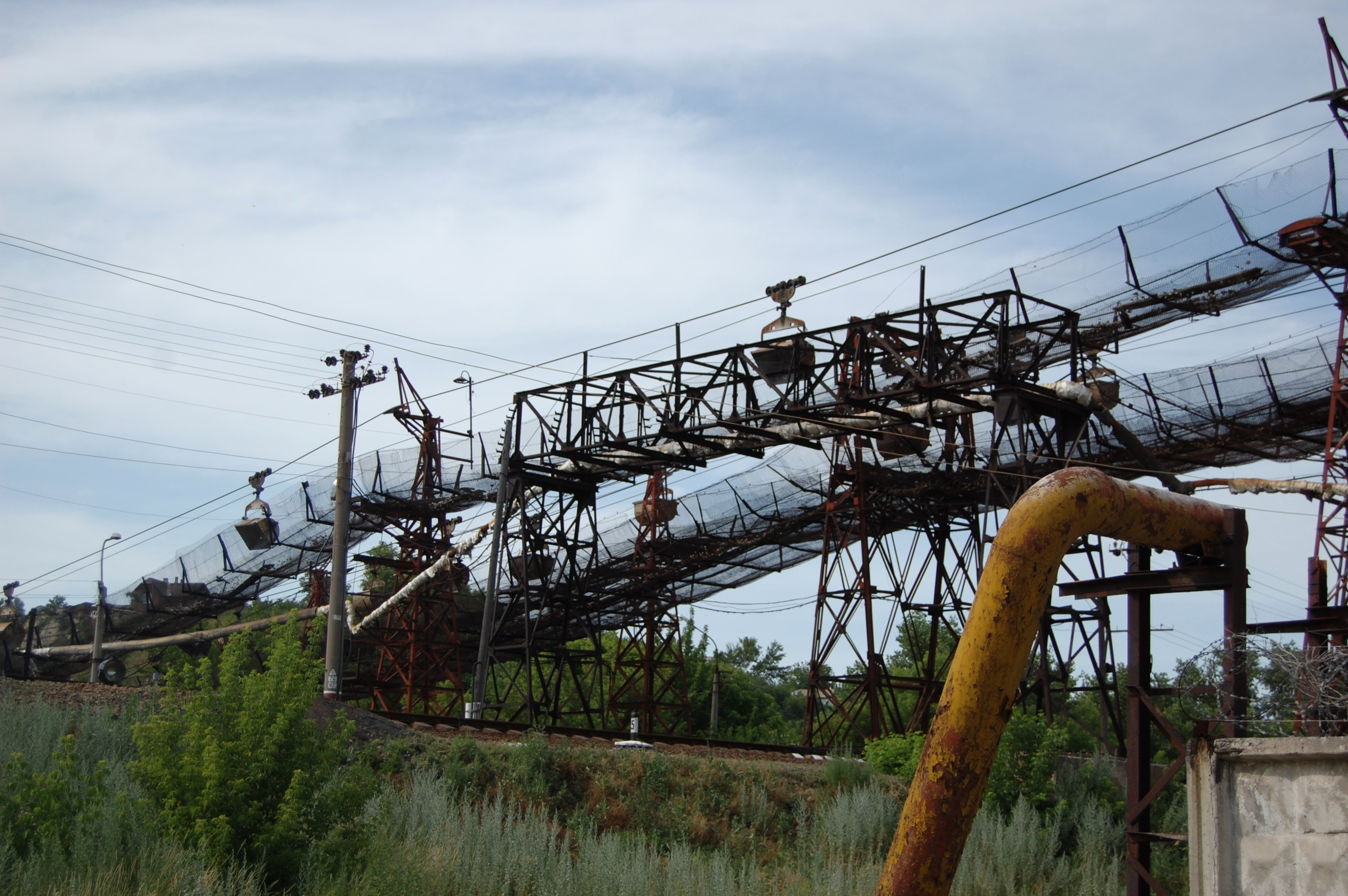
перетин залізниці
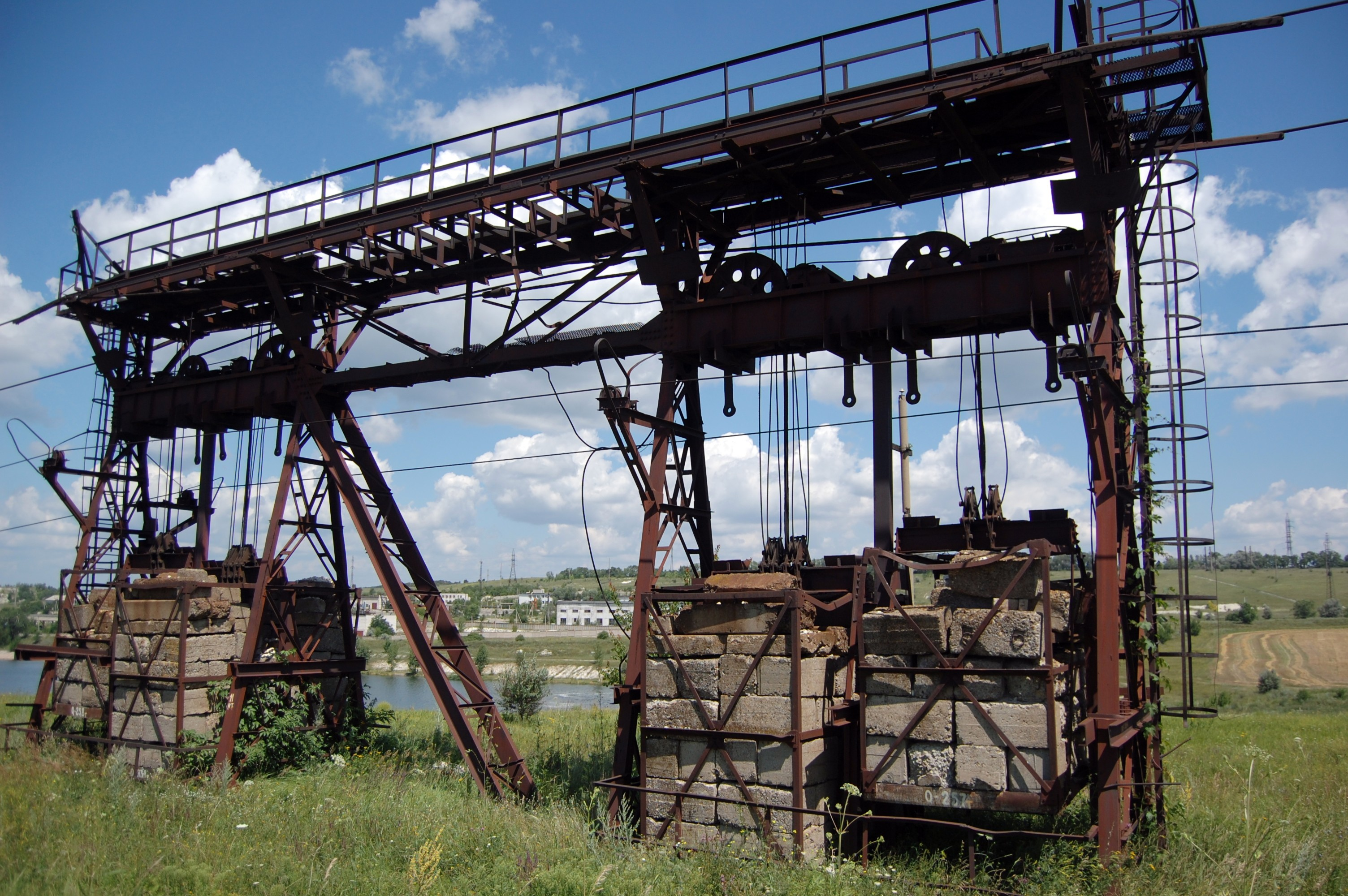
станція натяжіння
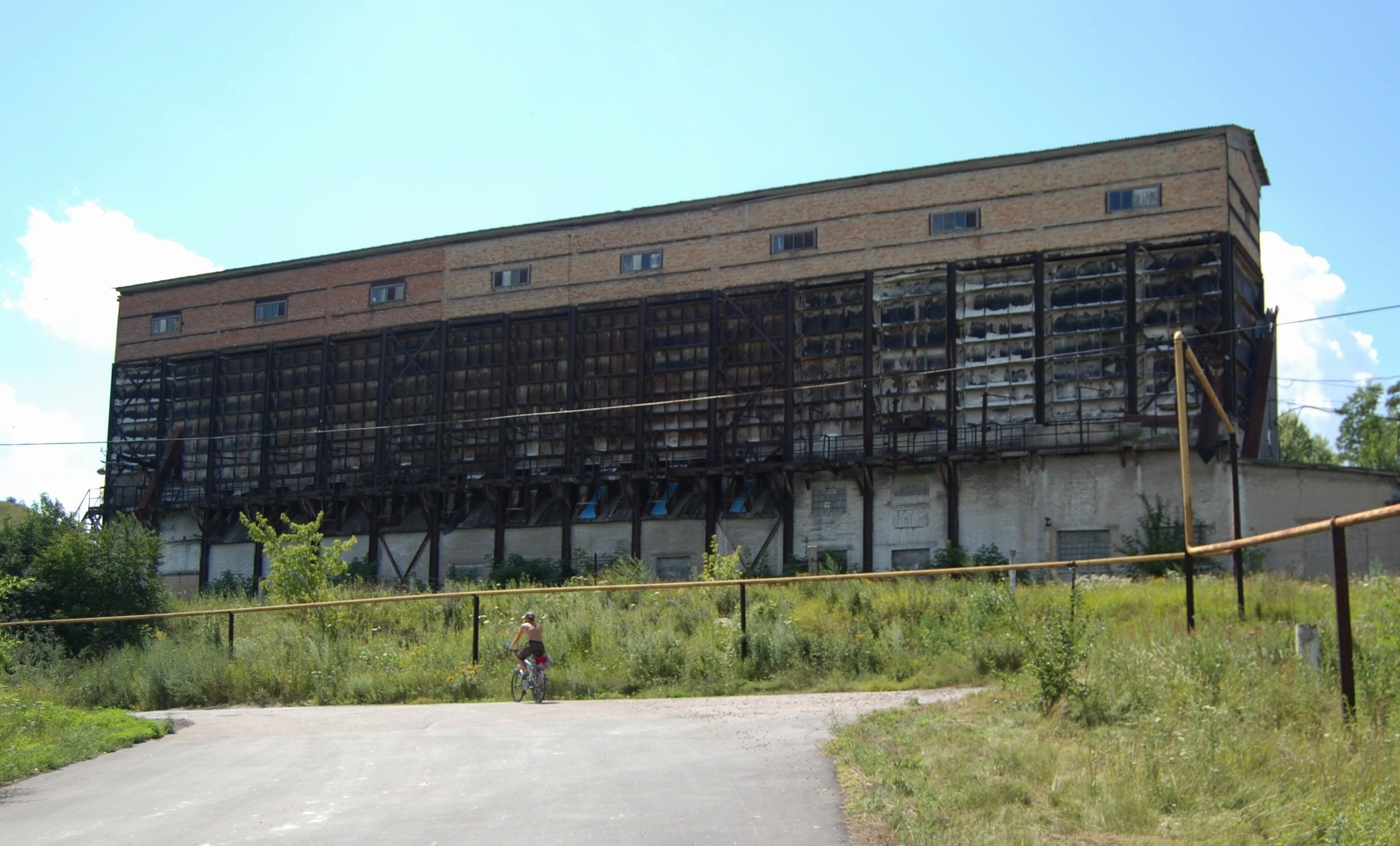
станція завантаження
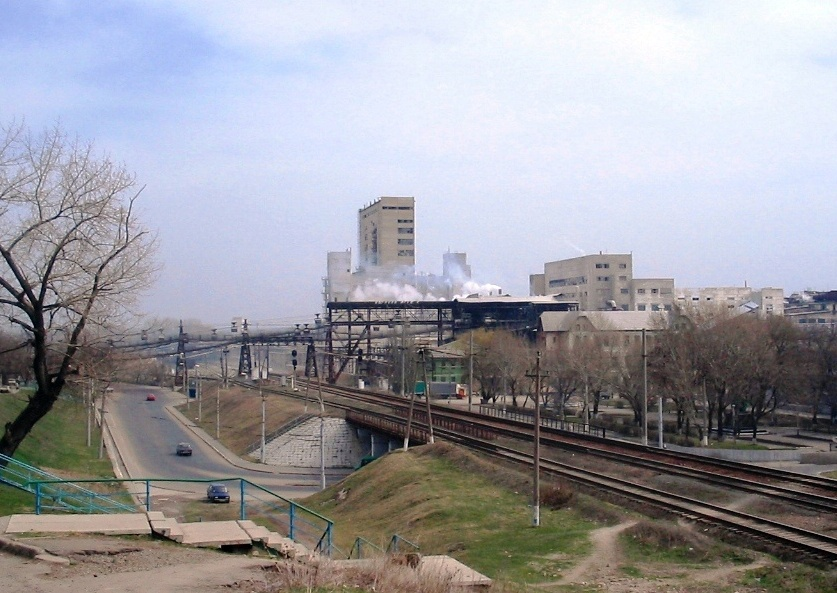
2000 р.
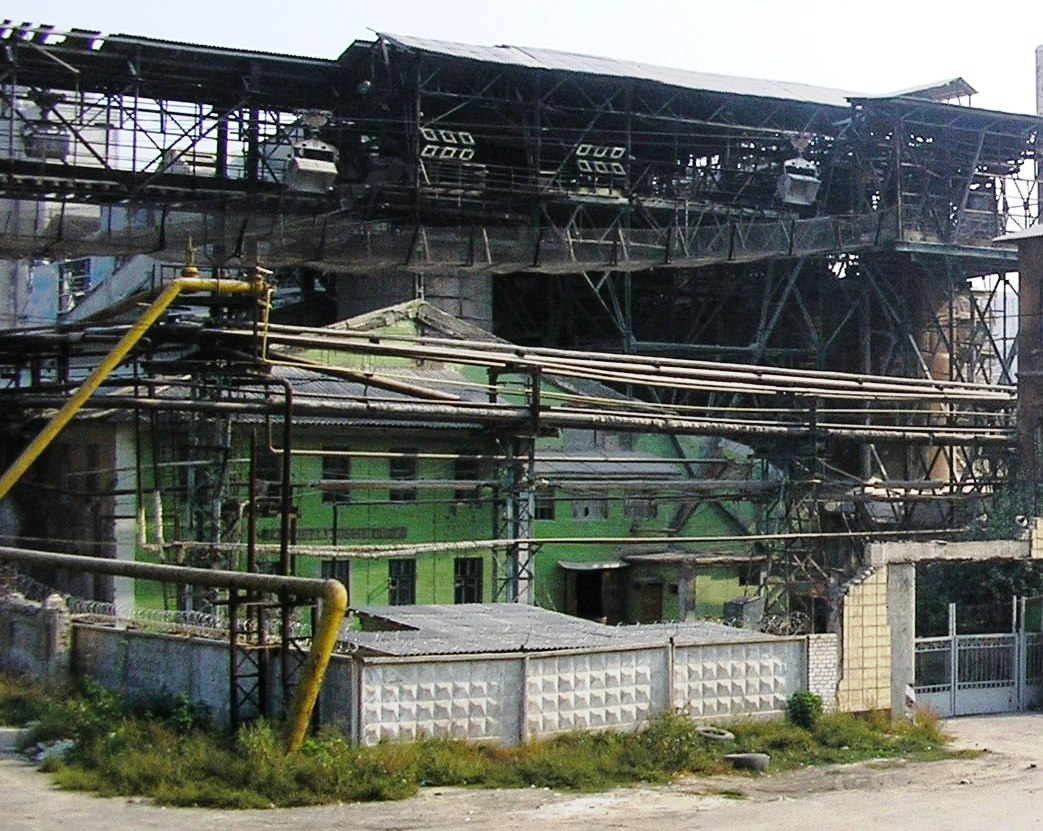
Станція приймання крейди 2000 р.
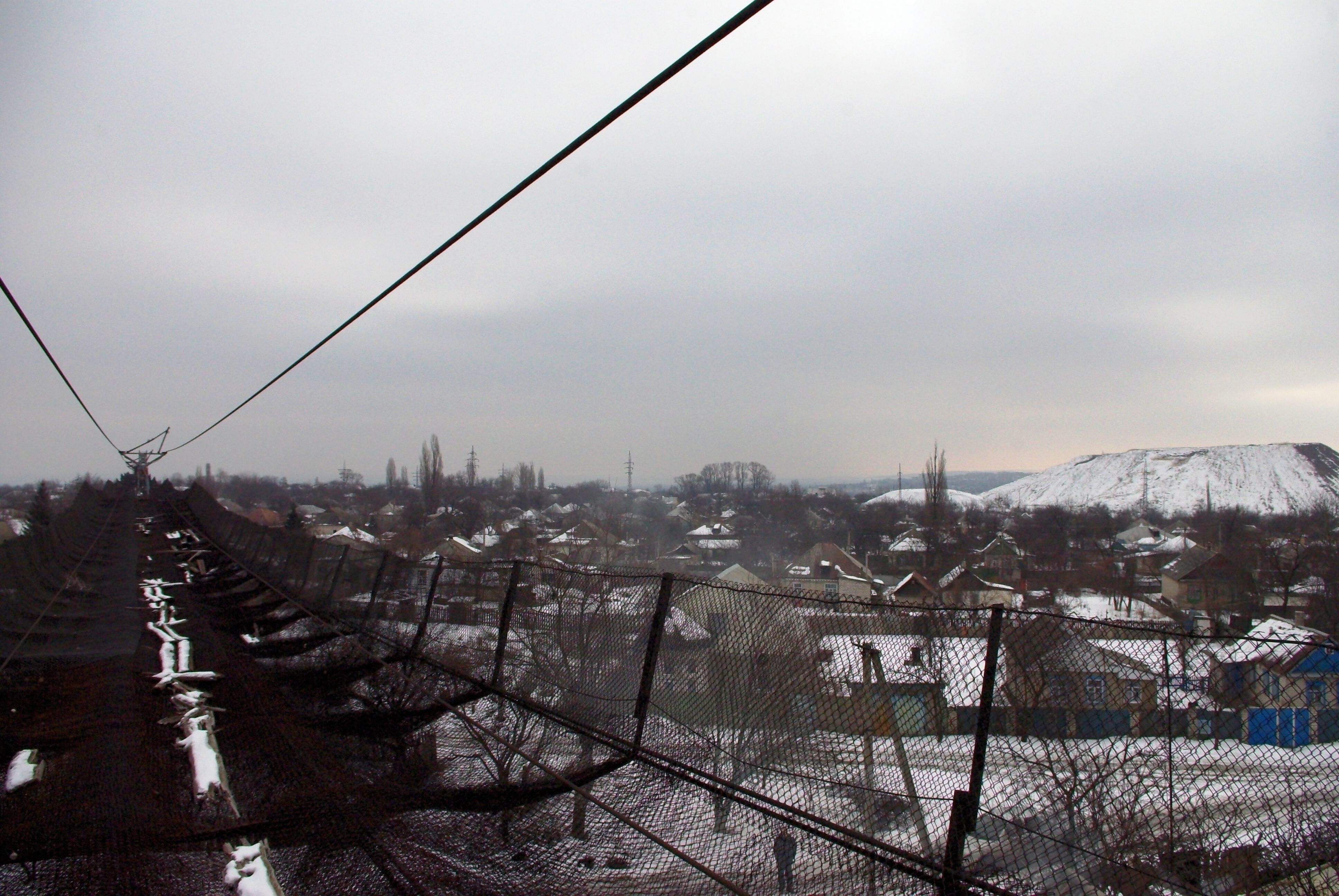
Вид з опори канатної дороги 1990

Скоріш за все перші дороги були придбані у німецької фірми «Adolf Bleichert & Co.», яка мала представництво у Харкові.
Науковий співробітник ЛМКМ Микола Ломако, 2018 р
- 24.09р.2013 На Луганщині 10-тонна металева опора розтрощила приватне подвір'я
- 21.10. 2013 Опасность с воздуха
- Канатная дорога, которой уже нет в Лисичанске

## Бремсберги
За допомогою бремсберга здійснювався спуск вугілля до залізниці. 
Усі 5 бремсбергів позначені на картах 1020-1930-х років. Але знайти жодної світлини досі не вдалось.
Поодинокі згадки зустрічаються у гірничій газеті 1920-х років.

### Шахта ОГПУ -> залізниця
```
"Возле шахты расположились мастерские: кузнечная, механическая и столярная. Невдалеке стоят жилые помещения. То и дело дергается сигнальная проволока,давая знать, что нужно вытащить па поверхность черное золото. При помощи электричества бесконечный канат тянет вагончики на 
бремсберг
, а оттуда направляется транспортной частью к заводу. 0т старой шахты полуразрушенной, полузатопленной и помину не осталось. С Донсоды подается электричество, которое используется  как  подъемная  сила. Не видно лошадей, крутивших барабаны, и коногонов, погонявших их. Все заменило электричество. Свет проведен во все рабочие квартиры па руднике. Ночью, при электричестве, жизнь на 
бреймсберге
 бьет ключом. На руднике имеется 402 рабочих".
```

 Газета Всероссийская кочегарка №114 від 21.05.1924, сторінка 4

### Шахта Войкова -> залізниця
Мешканці, вулиці Змагань разповідають, що бремсберг, який проходив повз їхню садибу, складався з декількох ваганеток, які рухались вниз під власною вагою, а підіймались за допомогою троса. Працював він до 1941 року.